# ニューペッブリー通り
ニューペッブリー通り(ニューペッブリーどおり、New Phetchaburi Road)またはニューペッチャブリー通りは、タイのバンコクにある道路。
ペッブリー通りがラチャダムリ通りとの交差点を過ぎると、ニューペッブリー通りと名前が変わる。タイ国鉄東線や、エアポート・レール・リンク（スワンナプーム国際空港との連絡鉄道）、センセープ運河等とほぼ平行に走っている。

## 接続する主な道路
- ペッブリー通り
- ラーチャダムリ通り
- アソーク・ディンデン通り
- ラチャプラロップ通り
- ソイ・ナナ (スクンビット通りのソイ3)
- ソイ・トンロー (スクンビット通りのソイ55)
- ソイ・エカマイ (スクンビット通りのソイ63)
- ソイ・プラカノン (スクンビット通りのソイ71)
- ラムカムヘン通り
- パタナカン通り

## 接続する駅・路線等
- ペッチャブリー駅（バンコク・メトロ）
- クローンタン駅（タイ国鉄）
- センセープ運河船

## 周辺にある施設
- バンコク病院
- クローンタン駅（タイ国鉄）
- プラトゥーナム・センター
- イタリアン・タイ・デベロップメント本社